# Universitat Estatal d'Economia de l'Azerbaidjan
La Universitat Estatal d'Economia de l'Azerbaidjan (ASUE) (àzeri: Azərbaycan Dövlət İqtisad Universiteti (ADIU)) és una universitat pública ubicada a Bakú, Azerbaidjan. L'ASUE va ser fundada el 1930 i és una de les majors institucions educatives del Caucas del Sud. L'ASUE té 14 facultats, on 16 mil estudiants són formats, i ofereix programes de màster en 57 especialitats, amb més de 1.000 professionals, inclosos 62 professors i 344 docents, entre els quals hi ha membres actius de l'Acadèmia Nacional de Ciències de l'Azerbaidjan; l'Acadèmia de Ciències; guanyadors dels premis estatals i professors i científics de renom.
L'ASUE és membre de ple dret de l'Associació Europea d'Universitats, la Federació de les Universitats del Món Islàmic, el Consell Universitari de l'Organització per a la Cooperació Econòmica del Mar Negre i l'Associació Eurasiàtica d'Universitats. Hi ha 650 estudiants de postgrau de 10 països del món que cursen estudis a l'ASUE.
L'any 2007 es va començar a funcionar a la biblioteca de l'ASUE així com un centre d'informació; també es va obrir un nou edifici educatiu de 7 plantes que compleix els màxims estàndards internacionals. El mateix any, l'ASUE va rebre el premi "Qualitat Europea" i l'European Club of Rectors de European University Association.
La direcció estratègica del desenvolupament l'ASUE pretén finalitzar el procés d'acreditació internacional i garantir el ple compliment del procés de Bolonya, així com una participació més activa al mercat internacional dels serveis educatius. Actualment, la universitat està presidida pel professor rector Adalat Muradov i cinc vicerectors.

## Història
Originàriament part de la Universitat Estatal de Bakú, es va convertir en una institució independent l'any 1934. Amb el pas del temps el seu nom ha canviat diverses vegades i es va tornar a fusionar i es va tornar a separar de l'estat de Bakú en diverses ocasions. Quan es va crear el 1930, l'escola va ser nomenada Institut de cooperació comercial. El 1933, el govern de l'RSS de l'Azerbaidjan va canviar el nom per la "Universitat Social-Econòmica de l'Azerbaidjan" amb el nom de "Karl Marx" (similar a la denominació de la Universitat Mèdica de l'Azerbaidjan anomenada en honor de Nariman Narimanov) i va introduir els currículums sobre comptabilitat, dret i finances. El 1936 es va modificar el nom de "Institut Social-Econòmic de l'Azerbaidjan" amb el nom de "Karl Marx". Amb l'inici de la Segona Guerra Mundial, l'ASEU va passar al Departament d'Economia de la Universitat Estatal de Bakú.
Cap al 1944 la universitat va tornar a separar-se, aquesta vegada com a Institut Econòmic Nacional de l'Azerbaidjan. Va romandre amb aquest nom fins al març de 1959, quan la guerra va fer que fos absorbida per la Universitat Estatal de Bakú.
El 1966, l'escola es va separar novament i s'ha mantingut independent ja que, inicialment, va ser nomenat Institut Econòmic Nacional de l'Azerbaidjan amb el nom de Dadash Bunyadzade. El 1987 es va canviar el nom a Institut de Finances Econòmiques; i el 2000 es va canviar finalment el nom a la seva forma actual.